# Liberdade

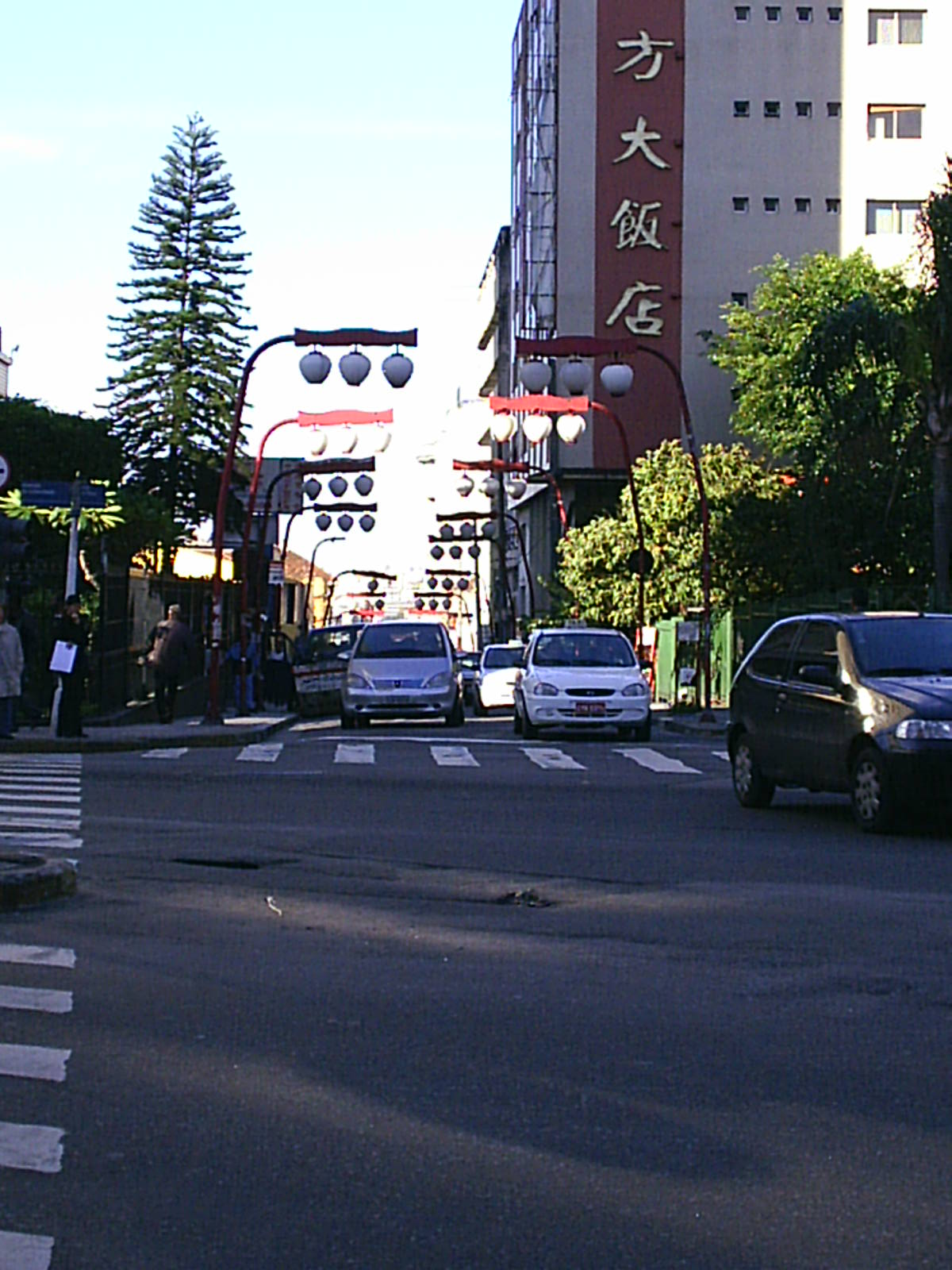
Liberdade

Liberdade (portugalsky Distrito Paulistano da Liberdade, japonsky: リベルダーデ – Liberdade) je jednou z 96 čtvrtí města São Paulo v Brazílii.
Čtvrť o rozloze 3,7 km² založená v 50. letech 20. století je jednou z atrakcí města a také hlavním sídlem brazilské japonské komunity. Žije zde nejpočetnější komunita Japonců v Brazílii, vůbec největší mimo Japonsko. Celkem zde v roce 2010 žilo 62 092 obyvatel, hustota zalidnění byla 18 673 obyvatel/km².